# Yantsu
Ansan ou Yantsu (安三) é um kata do caratê, cuja origem é incerta mas ora conectada à linhagem do estilo Tomari-te, ora, do estilo Naha-te.

## História
A origem do kata está envolta na bruma dos tempos passados. O que se sabe é que é uma forma típica do estilo Kyokushin, sendo divulgado pelo mestre Masutatsu Oyama, que o adaptou desde a forma praticada pela escola Motobu-ha, do estilo Shito-ryu.

## Características
O embusen é basicamente puntual, isto é, desenvolve-se quase que na totalidade no exacto ponto onde se inicia, mas contém desvios às laterais. O desenho circular ou pontual é comum tanto na versão descendente do Tomari-te quanto do Kyokushin, mas a primeira versão é maior.